# Museo della pieve e tesoro del Duomo
Il Museo della Pieve e il Tesoro del Duomo di Gemona del Friuli, sono ospitati nella canonica vecchia, edificio fatto costruire dal pievano Giovanni de' Recalcatis nel 1360, che accoglie anche l'Archivio storico plebanale, e che è allietato da un piccolo giardino posto tra il campanile e le mura cittadine della prima cinta (XI secolo). 

## Opere
Nelle sale espositive sono raccolte opere di pittura e scultura di autori locali (dal XII secolo al XIX secolo) e arredi sacri, provenienti dalle chiese gemonesi distrutte dal terremoto del 1976 e non più utilizzati dopo la ricostruzione. Un'importante sezione del Museo è dedicata ai codici del XIII-XIV secolo di scuola padovana-bolognese, ornati di splendide miniature. A questi si aggiungono altri libri liturgici, codici musicali e documenti di particolare interesse.
Il Tesoro del Duomo comprende alcune delle realizzazioni più belle dell'oreficeria friulana del XV secolo, insieme con altre opere di gusto barocco, neoclassico e moderno. Il Museo conserva anche una preziosa collezione di paramenti liturgici, ricami e pizzi.